# Siracusa
Siracusa (en siciliano, Sarausa; en griego antiguo: Συρακοῦσαι; en latín: Syracusae) es una ciudad de Italia, situada en la costa sudeste de la isla de Sicilia, en el Mediterráneo central, capital de la provincia de Siracusa y famosa como centro cultural desde la Antigua Grecia. La ciudad destaca por su rica historia griega y romana, su cultura, sus anfiteatros, su arquitectura y por ser el lugar de nacimiento y el hogar del preeminente matemático e ingeniero Arquímedes. Esta ciudad de 2700 años de antigüedad desempeñó un papel clave en la Antigüedad, cuando era una de las mayores potencias del mundo mediterráneo. Siracusa se encuentra en el extremo sureste de la isla de Sicilia, junto al golfo de Siracusa, al lado del mar Jónico. Está situada en una drástica elevación del terreno, con 2000 metros de profundidad cerca de la costa, aunque la ciudad en sí no suele ser tan accidentada en comparación.
La ciudad fue fundada por griegos corintios y teneos, y se convirtió en una ciudad-estado muy poderosa. Siracusa fue aliada de Esparta y Corinto y ejercía influencia sobre toda la Magna Grecia, de la que era la ciudad más importante. Descrita por Cicerón como «la mayor ciudad griega y la más bella de todas», igualaba en tamaño a Atenas en el siglo IV a. C. Más tarde pasó a formar parte de la República romana y del Imperio bizantino. Bajo el emperador Constante II, fue capital del Imperio bizantino (663-669). Posteriormente, Palermo la superó en importancia como capital del reino de Sicilia. Con el tiempo, el reino se uniría al de Nápoles para formar las Dos Sicilias hasta la unificación italiana de 1860.
En la actualidad, la ciudad está declarada Patrimonio de la Humanidad por la UNESCO junto con la Necrópolis de Pantálica. En la zona central, la ciudad cuenta con una población de unos 125.000 habitantes. Siracusa se menciona en la Biblia en el libro de los Hechos de los Apóstoles, 28:12, ya que Pablo se alojó allí. La patrona de la ciudad es Santa Lucía, quien nació en Siracusa y cuya festividad, el Día de Santa Lucía, se celebra el 13 de diciembre.

## Geografía
Actualmente, la ciudad cuenta con una población de 124 391 habitantes, con una gran variedad de lugares de interés histórico, como los restos del anfiteatro (con un aforo para 15 000 espectadores) y la ciudadela de Dionisio II. Otras poblaciones de interés cercanas son Catania, Noto, Módica y Ragusa. En Siracusa, la temperatura más alta de Europa de 48,8 grados Celsius (119,8 °F) se registró el 11 de agosto de 2021.

## Historia
Siracusa (Συρακοῦσαι) fue la ciudad griega más importante de Sicilia, en la costa oriental de la isla entre Catania y el cabo Pachynus.

### Inicios
Fue la segunda colonia griega establecida en la isla después de Naxos. Fue una colonia de la antigua Corinto fundada por Arquias, hijo de Evágetes, de la familia de los baquiadas, originario de Corinto, quien se tuvo que expatriar. La fundación fue el año 734 a. C. y se inició en la isla de Ortigia (Ortygia). La llamaron Sirako ("pantano"). Existe otra teoría que afirma que el nombre no es de procedencia griega sino fenicia, cuya traducción aproximada sería "roca de las gaviotas".
La ciudad fue consagrada a Artemisa (uno de sus sobrenombres era Ortigia) y tomó el nombre de una laguna o marisma que se llamaba Syraco (nombre indígena), en los alrededores.
Fue la ciudad donde nació y murió Arquímedes, ingeniero y matemático. Arquímedes era hijo del astrónomo siracusano Fidias.
Pronto adquirió prosperidad y fundó colonias: Acras en el 664 a. C., Casmena el 644 a. C., y Camarina en el 599 a. C. Esta última fue destruida solamente 46 años después de su fundación.
Tucídides dice que el 648 a. C. fue expulsado de la ciudad un grupo conocido como los milétidas (myletidae) que se exiliaron y fundaron Hímera. También Aristóteles habla de disputas internas, pero no se puede establecer a qué época pertenecen.

### Los tiranos de Siracusa
En su período de máximo esplendor, Siracusa fue dominada por una serie de tiranos, interrumpida por períodos mínimos de gobierno democrático y oligárquico, hasta que en 212 a. C. fue conquistada por los romanos tras un célebre asedio, con lo cual se convirtió en la sede del poder romano en Sicilia.

#### Siglos VI y Va.C.

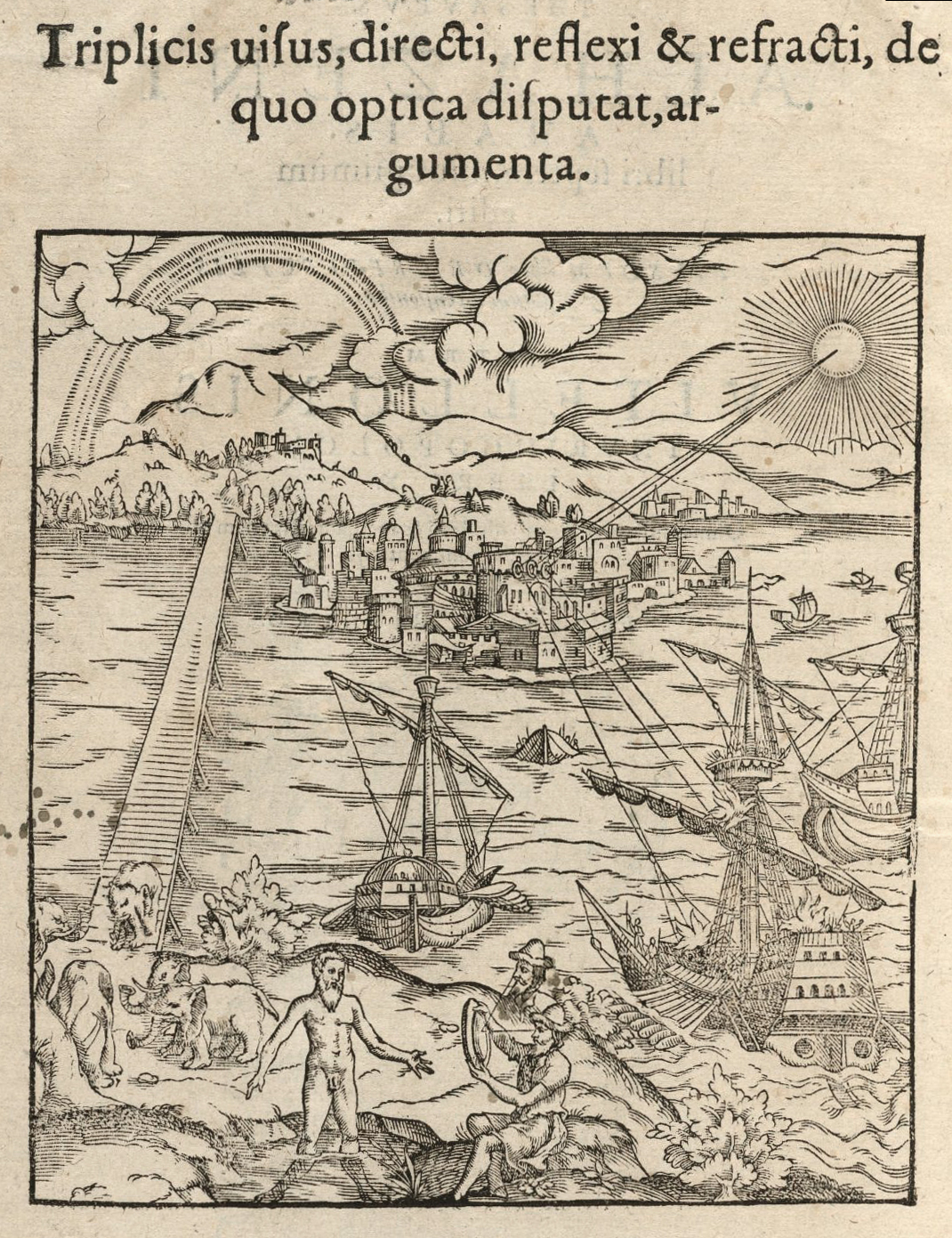
El sitio de Siracusa en un grabado del

En el siglo VI a. C. gobernaba la oligarquía dirigida por los gamori o geomori, supuestos descendientes de los colonos originales. Conservaron el poder hasta el 486 a. C. cuando estalló una revuelta democrática y los gamori se retiraron a Casmena. La revuelta llevó después a una nueva revuelta; el tirano de Gela Hipócrates de Gela derrotó a los siracusanos en una gran batalla en el río Heloros, y ocupó la ciudad, pero por la intervención de Corinto y de Corcira se estableció una paz equitativa. Gelón de Gela abrazó el partido de los exiliados y conjuntamente con ellos ocupó Siracusa y restableció el gobierno de los gamori, pero Gelón era el amo auténtico y pronto fue reconocido como tirano de Siracusa (485 a. C.).
No fue Siracusa la que sometió a Gela, sino que Gelón estableció su capital en Siracusa y le dedicó sus energías, descuidando Gela. La mitad de los ciudadanos de Gela y todos los de Camarina fueron trasladados a Siracusa y recibieron la ciudadanía. Después ocupó la ciudad de Mégara Hiblea y la ciudad de Eubea y trasladó a todos los ciudadanos importantes de estas ciudades a Siracusa. Así esta se convirtió en la primera ciudad de Sicilia, que antes era Gela. La ciudad se amplió hacia Acradina (llamada ciudad exterior) mientras Ortigia era llamada ciudad interior o la isla.
Bajo Gelón I (485-478 a. C.) y su sucesor Hierón I (478-467 a. C.) la ciudad prosperó. Después de Hierón, su hermano Trasíbulo fue derrocado por una revuelta popular (465 a. C.) que estableció un gobierno republicano democrático.
Muy pronto Siracusa se extendió sobre tierra firme y fundó a su vez otras colonias; bajo el mando de Hierón I, venció a los etruscos en Cumas (474 a. C.).
Las luchas entre los antiguos ciudadanos y los nuevos llevados por Gelón fueron el orden del día hasta que los nuevos ciudadanos se retiraron a Mesana. En esta época Siracusa logró su máxima riqueza.

#### La expedición ateniense

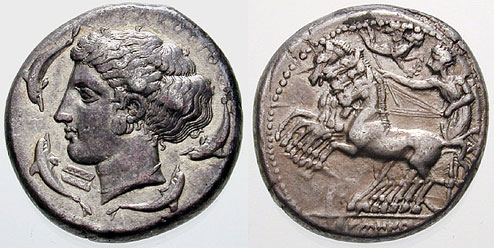
Tetradracma siracusana (c. 415-405 AC), luciendo a Aretusa y una cuadriga.

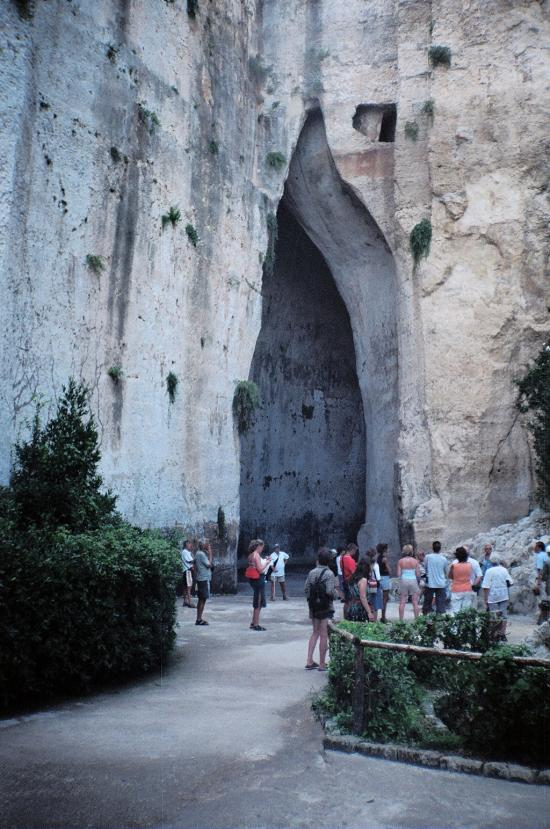
Oreja de Dionisio

En el 415 a. C. se produjo la expedición ateniense a la isla. Los atenienses llevaron a cabo un ataque a Siracusa y obtuvieron una victoria en el puerto grande, pero después Nicias no reemprendió el avance y se retiró a pasar el invierno en Catania. La primavera siguiente (414 a. C.) los atenienses desembarcaron en Leon, al norte de la ciudad, donde establecieron su base. Las fuerzas de tierra avanzaron y ocuparon Epípolas (Epipolae) y siguieron hacia Labdalo donde se estableció una guarnición. Continuaron hacia Sice (Συκῆ) y comenzaron el asedio. Las murallas defensivas establecidas por los siracusanos fueron destruidas por los atenienses; la flota ateniense se estableció en el puerto grande, pero el espartano Gilipo, con las fuerzas lacedemonias que venían en ayuda de la ciudad pudo entrar en Siracusa antes de que los atenienses pudieran completar el sitio. Gilipo sorprendió a la flota ateniense en Labdalum y cortó las comunicaciones entre los asediadores y la flota.
Nicias se dio cuenta de que no podría tomar la ciudad y pidió refuerzos; los espartanos recuperaron algunos de los muros erigidos por los atenienses y consiguieron que la flota ateniense del puerto grande no pudiese ser abastecida. Dicha flota fue atacada y los atenienses habrían sido rechazados si no hubieran llegado Demóstenes y Eurimedonte con una flota de refuerzo. Demóstenes intentó recuperar posiciones clave (en Epipolas) pero ya habían sido reforzadas por Gilipo. El ataque de Demóstenes consiguió conquistar el fuerte de Euríalo, pero fue rechazado en los otros frentes con fuertes pérdidas. Demóstenes consideró el fracaso como definitivo y decidió abandonar el asedio, pero Nicias impuso la continuación; finalmente cuando se decidió la retirada se había perdido mucho tiempo y los siracusanos ya habían pasado a la ofensiva y ahora estaban haciendo movimientos para envolver a los atenienses; la flota ateniense del puerto grande fue atacada y parcialmente destruida; un intento de contraataque ateniense fracasó y la flota ateniense fue prácticamente destruida.
Ya solo quedaba una rápida retirada abandonando todas las posiciones. El ejército ateniense se retiró al valle del Anapos, pero cuando llegó al paso de la roca Acrea, se encontraron con un contingente siracusano que les impidió seguir. Entonces los atenienses se dirigieron hacia el Heloros y después de forzar el paso por los ríos Cacyparis y Erineos, tuvieron muchas bajas y llegaron al Asinaro donde hubieron de deponer las armas delante de los siracusanos. Siete mil atenienses fueron hechos prisioneros. Los siracusanos erigieron en el río un trofeo conmemorando la victoria, y se estableció un festival llamado Asinaria.

#### Fines delsigloVysigloIVa.C.

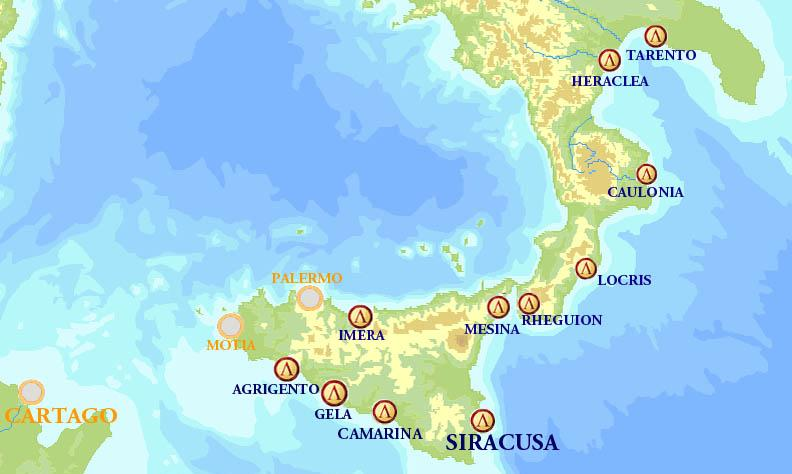
Griegos y cartagineses en 450 a. C.

Pocos años después aparecieron los cartagineses que venían en ayuda de Segesta atacada por Selinunte. Selinunte e Hímera fueron destruidas (410 a. C.) y en una segunda expedición lo fue Agrigento (406 a. C.). Los cartagineses esperaban ahora hacerse los amos de toda la isla. Un joven de Siracusa, Dionisio, después llamado el Viejo, aprovechó la alarma y se hizo con la tiranía (405 a. C.). Dionisio I gobernó 38 años (405-367 a. C.). Bajo Dionisio, la isla Ortigia se convirtió en una gran fortaleza, dentro de la cual había una acrópolis en el interior de la zona conocida por Pentápila, donde fijó su residencia. En la guerra de 397 a. C. contra los cartagineses el tirano siracusano llegó hasta la parte oeste de la isla, pero después se hubo de retirar detrás de las murallas de su ciudad. El general Himilcón se apoderó del puerto y de los suburbios y asoló los alrededores de la ciudad. Los cartagineses se tuvieron que retirar de Siracusa a causa de una epidemia de peste y tuvieron muchas bajas y enseguida Dionisio atacó a los asediadores, destruyó buena parte de su flota y obligó a Himilcón a la retirada con un tratado secreto que le permitía la retirada con seguridad, pero había de dejar abandonados a los mercenarios y a los aliados.
A Dionisio el viejo le sucedió su hijo Dionisio el Joven (367-357 a. C.). Cuando los siracusanos se rebelaron y abrieron las puertas a Dion, Ortigia permaneció en manos de Dionisio. Dion hubo de bloquear la fortaleza (357-356 a. C.). Apolócrates, hijo de Dionisio, hubo de rendirse al cabo de un año por hambre.
Contra lo que se esperaba Dion no restableció la democracia. Dion fue apartado del poder por su oficial Calipo (354-352 a. C.) y le siguieron Hiparino (352-350 a. C.) y Niseo (350-346 a. C.), todos establecidos en Ortigia. En 347 a. C. la ciudad acogió a Dionisio el Joven, pero entonces en la ciudad se hizo con el poder Hicetes I con la ayuda de la flota cartaginesa, que asedió Ortigia. En 344 a. C. la ciudad acogió al general corintio Timoleón que con un poco más de un millar de exiliados siracusanos había comenzado una revolución democrática. Dionisio le entregó Ortigia, pero dejó la ciudadela a Neón como gobernador y este, en una salida inesperada, se hizo amo de parte de la ciudad. Timoleón pasó al contraataque y recuperó la ciudad y después la fortaleza, que demolió, construyendo en su lugar edificios para alojar a los órganos democráticos encargados de impartir justicia.
Timoleón llevó nuevos colonos de Corinto y otros lugares, restauró la democracia y la forma republicana, restableció las leyes de Diodes (establecidas después de 413 a. C.) y se estableció una magistratura anual honorífica bajo el nombre de "Anfipolos del Joven olímpico" (que daba nombre al año como los arcontes de Atenas).

#### SigloIIIa.C.
Después del restablecimiento de la libertad, la prosperidad volvió a la ciudad. En 317 a. C. se hizo con el poder el déspota Agatocles, que gobernó hasta 289 a. C. Agatocles hizo numerosas obras y construyó edificios en Siracusa. Durante su ausencia cuando fue a luchar a África (310-307 a. C.), el cartaginés Amílcar atacó la ciudad, pero no consiguió nada y finalmente fue hecho prisionero en un ataque nocturno.
A la muerte del tirano se restableció la república, pero pronto cayó en manos de Hicetes II y después de jefes militares: Toinón (280 a. C.), Sosístratos (280-277 a. C.) y Pirro de Epiro (277-275 a. C.). A la salida del último de la isla, el poder fue confiado a Hierón II, hijo de Hierocles, primero como general y autocrator y más tarde como rey (270 a. C.). Gobernó hasta 215 a. C. en buena parte con su hijo Gelón II como asociado al gobierno. Fue un gobierno moderado y poco represivo, y en general pacífico. Era primero aliado de Cartago, pero después de las primeras derrotas, en 263 a. C. se alió con Roma y permaneció fiel a esta alianza. Roma le reconoció como rey de Siracusa con las dependencias de Acras, Heloro, Netum, Mégara Hiblea, Leontinos y Tauromenio. La paz de su reinado hizo volver la prosperidad. Su legislación (Lex Hieronica) se extendió más tarde a toda Sicilia y fue reconocida por los romanos.
A su muerte en 215 a. C., en plena segunda guerra púnica, como su hijo Gelón II había muerto un poco antes, le sucedió su nieto Hierónimo que se declaró favorable a Cartago. Hierónimo fue asesinado en 214 a. C. pero sus sucesores, los generales Adranodoros (214-212 a. C.), Hipócrates (213-212 a. C.) y Epícides (213-212 a. C.) continuaron siendo partidarios de Cartago.
En 214 a. C. M. Claudio Marcelo se presentó ante la ciudad con el ejército romano, y se le cerraron las puertas. Marcelo inició el asedio. La flota romana garantizaba a Marcelo el dominio del mar, pero los ataques por tierra no tenían demasiado éxito. Arquímedes, un inventor de la ciudad, probó numerosos aparatos de defensa, como el fuego griego, que destruyó parte de la flota romana, y rechazaron los ataques por tierra. Marcelo hubo de abandonar el asedio y establecer el bloqueo. En 213 a. C. los cartagineses pudieron romper el bloqueo de la ciudad por mar y llevar suministros. En la primavera del 212 a. C. un accidente permitió a los romanos escalar las murallas de noche en el lugar llamado Portus Trogiliorum y poder dominar una zona de los alrededores incluyendo los barrios de Tycha y Neápolis, pero el fuerte de Euríalo aún defendía la ciudad hasta que finalmente el comandante de la guarnición, Filodemo, se rindió. Así el bloqueo se hizo más duro. Los cartagineses hicieron un esfuerzo para levantar el asedio y un ejército dirigido por Himilcón e Hipócrates atacó a los romanos, mientras una flota dirigida por Bomílcar ocupaba el puerto grande, mientras Epícides hacía una salida contra las líneas de Marcelo. Pero los ataques fueron finalmente rechazados por todas partes. Hipócrates e Himilcón murieron a causa de una epidemia de peste y también buena parte de las tropas cartaginesas y siracusanas. Bomílcar dejó el puerto oficialmente para ir a buscar refuerzos a Cartago, y no volvió. Epícides se retiró a Agrigento y dejó la ciudad bajo el mando del jefe de los mercenarios, Mericus, un hispano que rápidamente se rindió a Marcelo. Ya solo resistía Ortigia. Los romanos ocuparon la ciudad y Marcelo la dio al saqueo de sus hombres excepto las riquezas que interesaban a los romanos. Arquímedes murió accidentalmente asesinado por un legionario romano que no lo reconoció. Ortigia se rindió.
Probablemente, el primer asentamiento se fundara en la península de Ortigia, unida mediante un istmo a la isla. Desde este enclave se facilitaba la defensa. La ciudad contaba con dos puertos: uno al norte, el Lakios, y otro al sur el Portus Magnus.
Los colonos vieron que la tierra era fértil y que las tribus nativas sículas toleraban su presencia. La ciudad creció y prosperó, llegando a ser la más importante ciudad-estado griega entre las existentes en Sicilia. Incluso durante un tiempo, bajo el reinado de Dionisio I, llegó a ser uno de los estados más poderosos del Mediterráneo occidental.
Tras varios siglos de enfrentamientos contra Cartago, se alió con Roma en la primera guerra púnica, bajo el gobierno de Hierón II. Sin embargo, a la muerte de Hierón II, y en el marco de la segunda guerra púnica, la ciudad-estado cambió su política de alianzas, apoyando a Cartago. Este apoyo le valió el ataque de las fuerzas romanas, que tras un largo asedio (en el que Arquímedes defendió su ciudad natal con sus ingenios), consiguieron tomar la ciudad en 212 a. C.
De esa forma, Siracusa pasó a formar parte de la provincia romana de Sicilia, acabando así su época como estado independiente y uniendo su destino al de Roma.
Siracusa fue incorporada a la provincia romana de Sicilia y quedó como municipio ordinario. Fue la residencia habitual de los pretores de Sicilia y de uno de los dos cuestores. Cicerón la menciona como "la más grande de las ciudades griegas y la más bella de todas las ciudades". Las exacciones de Verres (73-70 a. C.) y las de Sexto Pompeyo (39-36 a. C.) la llevaron otra vez a la prosperidad y Augusto envió allí una colonia (21 a. C.)

### De la época romana hasta el fin de la Edad Media

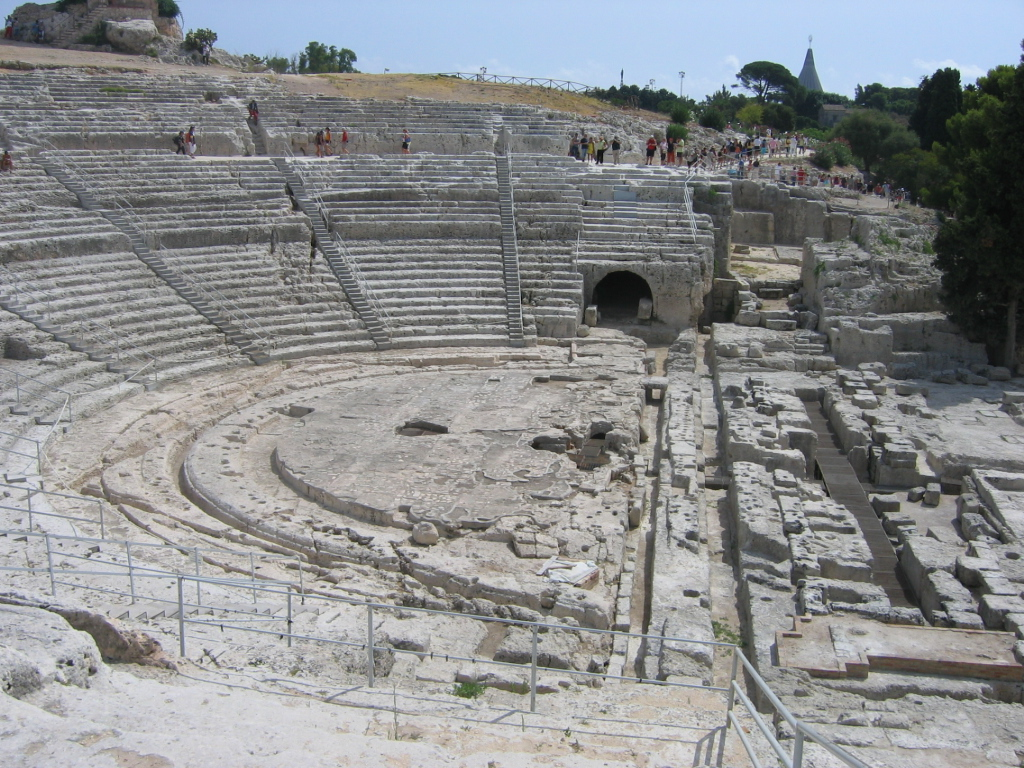
Ruinas del teatro griego de Siracusa

A la caída del Imperio romano pronto pasó a los ostrogodos con el resto de la isla hasta que Belisario la recuperó en 535, y permaneció en manos bizantinas hasta el siglo IX cuando pasó a manos de los árabes. Excepto Tauromenio, Siracusa fue la última ciudad en ser ocupada por los árabes, que entraron allí en 878 después de un asedio de nueve meses. Los habitantes fueron asesinados, las fortificaciones destruidas y la ciudad incendiada.
En 1038, el general bizantino Jorge Maniaces reconquistó Siracusa, y envió las reliquias de Santa Lucía a Constantinopla. La perdió en 1043. El castillo epónimo en el cabo de Ortigia lleva su nombre, aunque fue construido bajo el gobierno Hohenstaufen. En 1060, Roberto Guiscardo, el normando, comenzó la conquista de Sicilia por su cuenta y la ocupó en 1085, tras un largo verano de asedio por Roger I de Sicilia y su hijo Jordan de Hauteville. Nuevos barrios fueron construidos y la catedral fue restaurada, como otras iglesias.
En 1194, Enrique VI de Suabia ocupó Siracusa.
Tras el corto periodo de gobierno genovés (1205-1220), que favoreció el auge del comercio, Siracusa fue conquistada por Federico II. Comenzó la construcción del Castello Maniace, el palacio obispal y el palacio Bellomo. La ciudad así como el conjunto de la isla recuperaron la prosperidad. A la muerte de Federico siguió un periodo de anarquía feudal.
En el siglo XIII, los siracusanos recibieron privilegios por parte de los príncipes aragoneses en recompensa por su apoyo contra los angevinos, que llevó a su derrota en 1298. La preeminencia de las familias baronales es también atestiguada por la construcción de los palacios de Abela, Chiaramonte, Nava, Montalto.
Bajo el reinado de la Dinastía de Trinacria originaria de la Casa de Aragón, que se inició con Federico III, se la denominaba Saragossa de Sicília en idioma valenciano (Zaragoza de Sicilia, literalmente).

### Época moderna

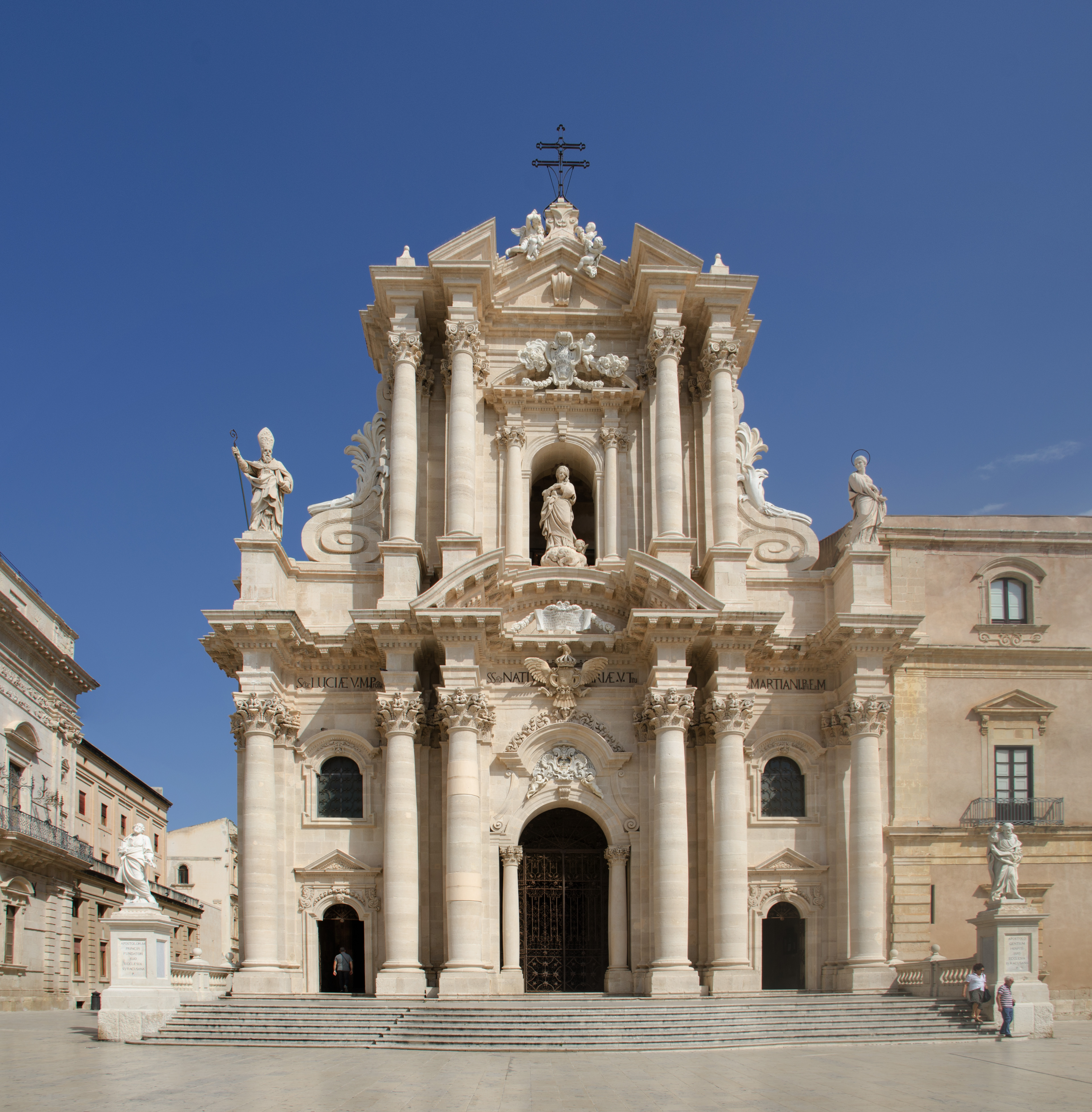
Catedral de Siracusa, iniciada en el

La ciudad en los siguientes siglos fue golpeada por dos terremotos en 1542 y 1693 que la arruinaron, y en 1729, por una plaga. En el siglo XVII, la destrucción cambió la apariencia de Siracusa, además del Val di Noto entero, cuyas ciudades fueron reconstruidas con las líneas típicas del barroco siciliano, considerado una de las más típicas expresiones del arte del sur de Italia. La propagación del cólera en 1837 llevó a una revuelta contra el gobierno Borbón. El castigo fue el cambio de la capital de la provincia a Noto, pero los disturbios no fueron totalmente sofocados, cuando los siracusanos tomaron parte en la revolución de 1848.
Tras la Unificación de Italia en 1865, Siracusa recuperó su estatus de capital provincial. En 1870 las murallas fueron demolidas y un puente conectó la tierra firme con la isla de Ortigia. Al año siguiente se construyó una línea férrea.

### Época contemporánea
Los Aliados y las bombas alemanas causaron una grave destrucción en 1943. Tras la Segunda Guerra Mundial los barrios del norte experimentaron una fuerte expansión, a menudo caótica, favorecida por el rápido proceso de industrialización.

## Demografía
| Gráfica de evolución demográfica de Siracusa entre 1861 y 2023 |
|                                                                |
| Fuente: ISTAT - Elaboración gráfica de Wikipedia               |

## Principales lugares de interés

### Patrimonio de la Humanidad

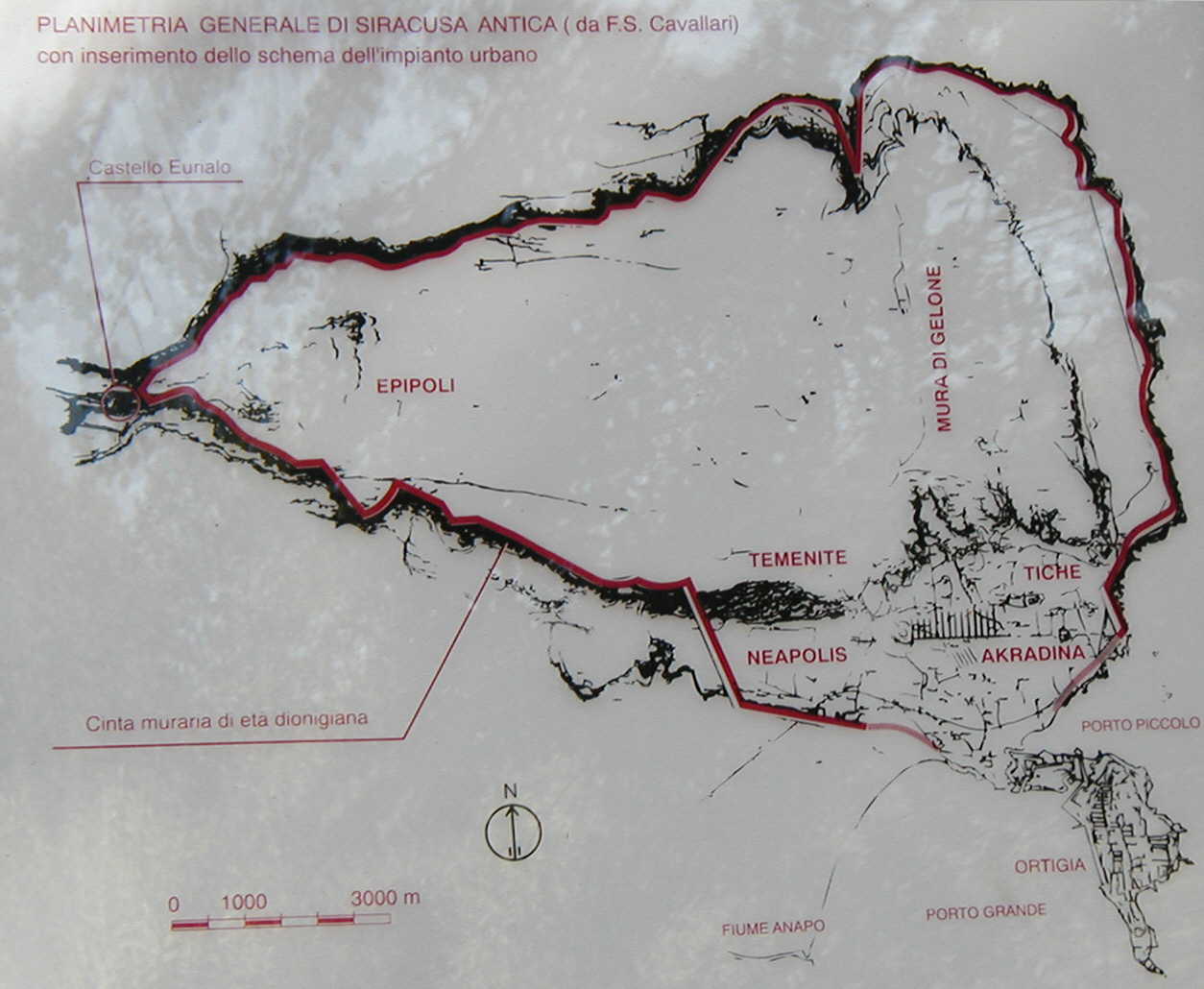
Siracusa antigua y su recinto fortificado

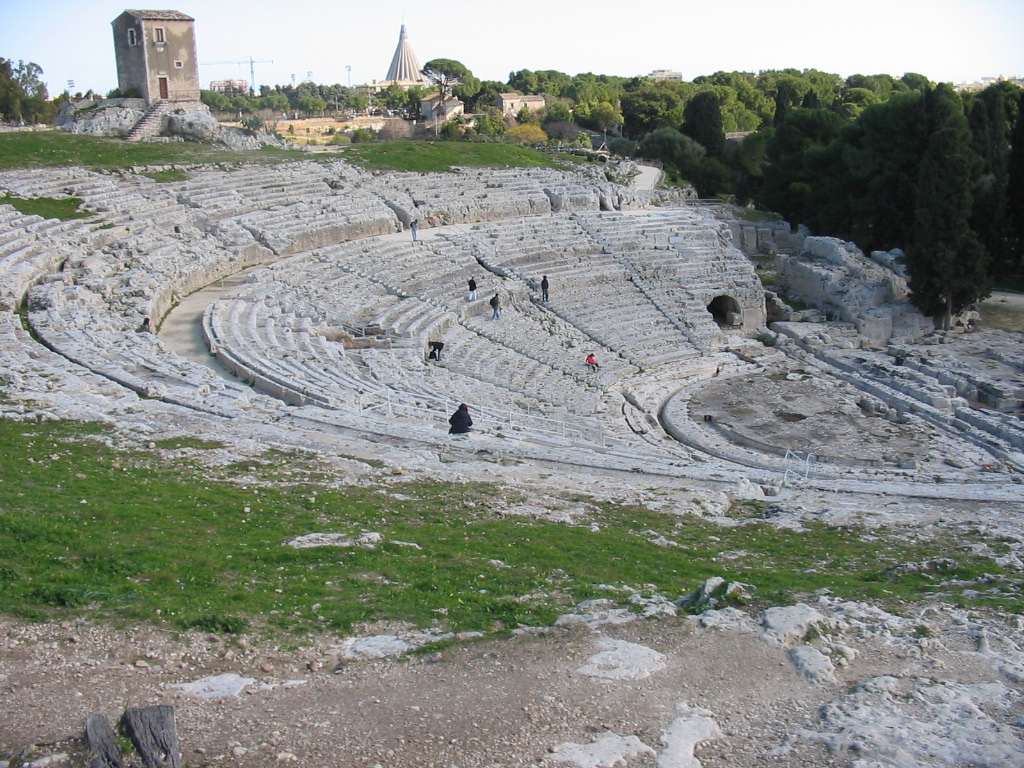
Teatro griego en Neápolis

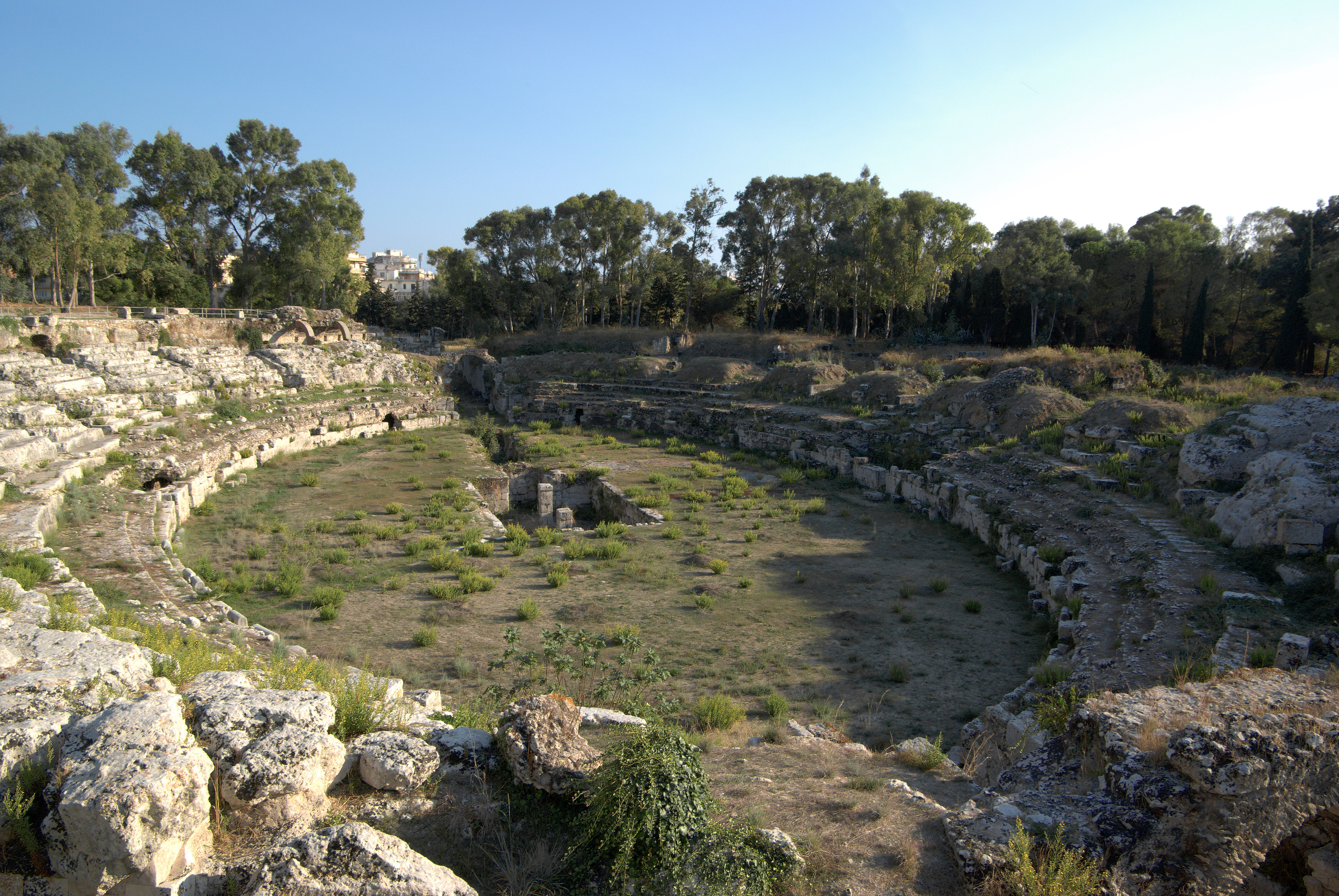
Anfiteatro romano

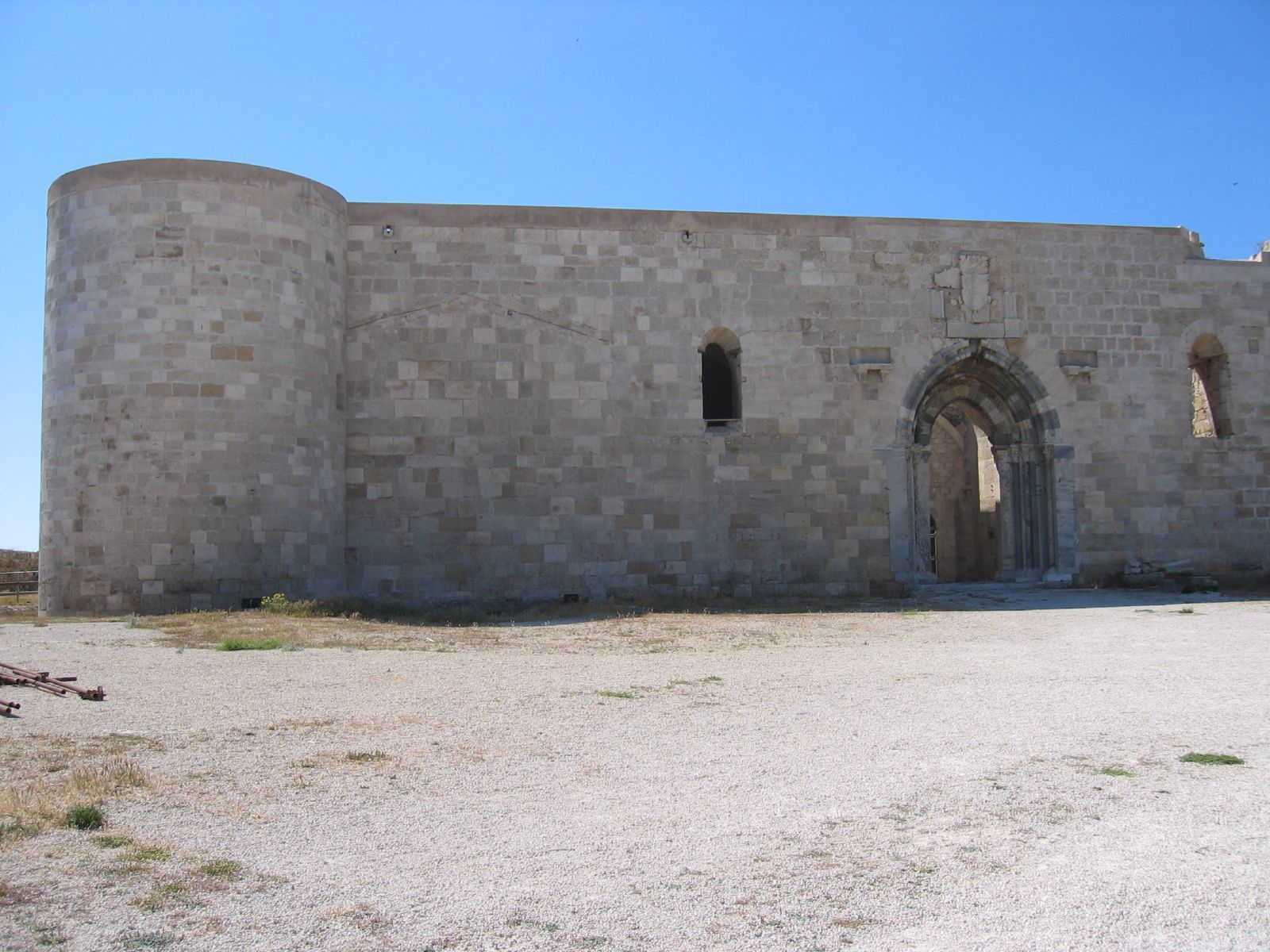
Castillo Maniaces

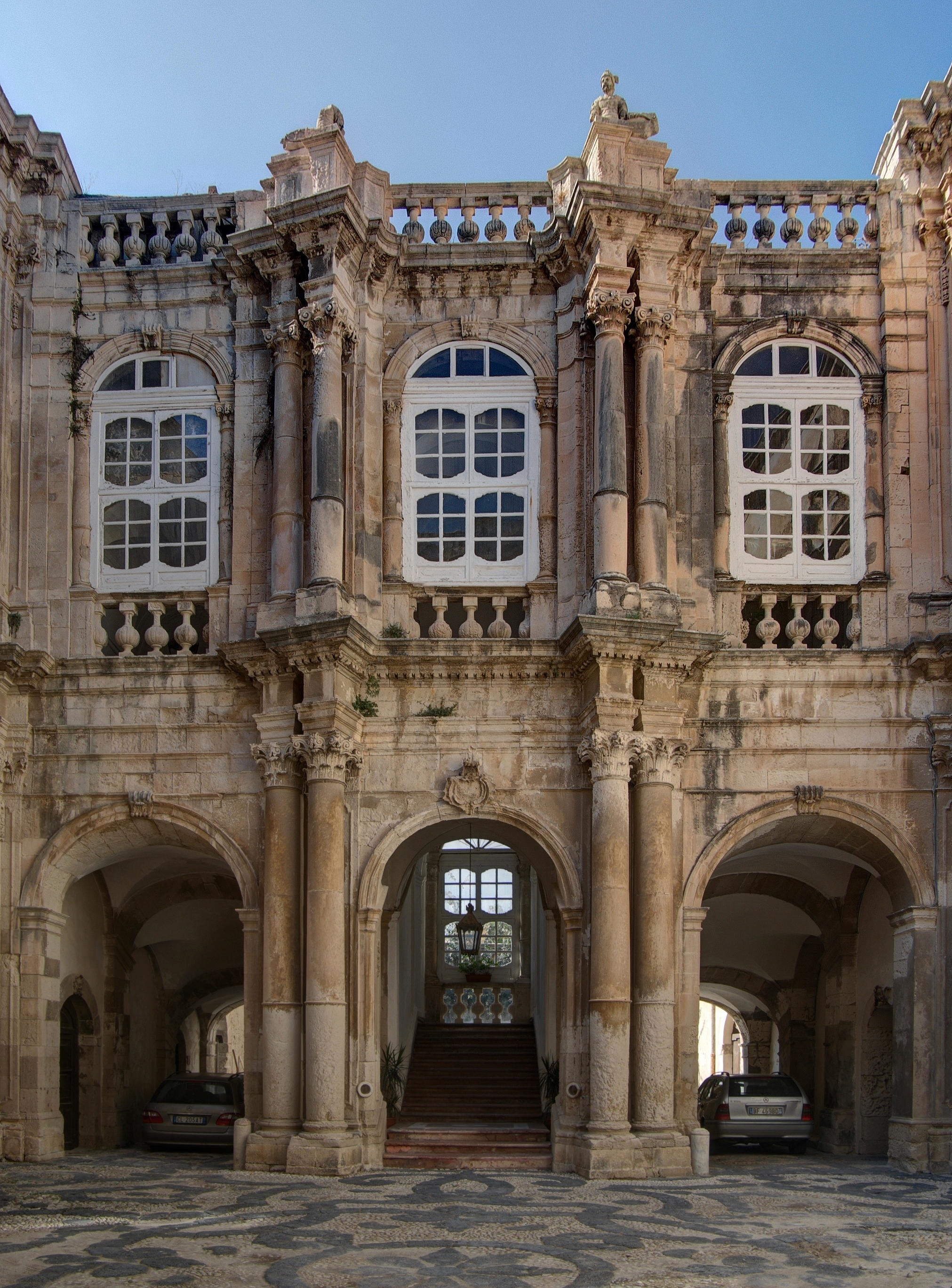
Detalle del Palazzo Beneventano Del Bosco

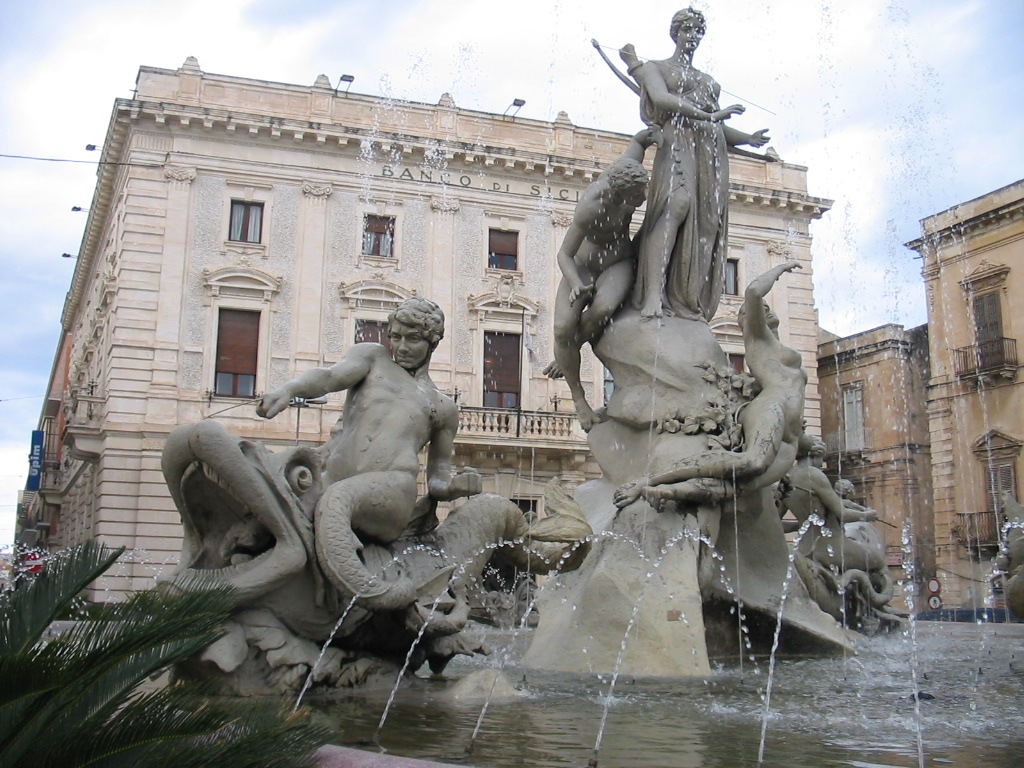
Vista de la plaza Archimede

«Siracusa y la necrópolis de Pantálica» fueron declaradas patrimonio de la Humanidad por la Unesco en 2005. De estos dos sitios, la parte que corresponde a Siracusa se divide en dos bienes. Por un lado, con el código Unesco 1200-003, la isla de Ortigia, cuna de la ciudad antigua fundada por los corintios. Por su parte, el código 1200-002 agrupa los otros cuatro distritos de la ciudad antigua (Epípolas, Acradina, Tiche y Neápolis) y otros bienes, relacionados esencialmente con las antiguas fortificaciones, como murallas, puertas y el castillo de Euríalo, construido a 9 km de la ciudad por Diosinio I y que fue una de las principales fortalezas de la antigüedad.
| Código   | Nombre | Coordenadas                                |
| -------- | --- | ------------------------------------------ |
| 1200-002 | Epípolas, Acradina, Tiche y Neápolis, castillo de Euríalo, fortificaciones dionisias y la zona de Scala Greca. | 37°05′45″N 15°13′30″E / 37.09583, 15.22500 |
| 1200-003 | Ortigia | 37°03′34″N 15°17′35″E / 37.05944, 15.29306 |

El código UNESCO 1200-001 se corresponde con la necrópolis de Pantálica, que queda al noroeste de estas otras dos zonas.

### Construcciones de la Antigüedad
Neápolis es históricamente definido como un «barrio nuevo» de la antigua polis griega. En este barrio se encuentra el Parque Arqueológico de Neápolis, que comprende los siguientes monumentos:
- El teatro griego, cuya cávea es una de las más grandes construidas por los antiguos griegos: tiene 67 filas, divididas en 9 secciones con 8 pasillos. Solo quedan rastros de la escena y de la orchestra. El edificio (aún usado hoy) fue modificado por los romanos, que lo adaptaron a su estilo de espectáculos, incluyendo también juegos circenses.
- Cerca del teatro están las latomías, canteras de piedra usadas como prisión en la antigüedad. Entre las más notables, la gruta conocida como Orecchio di Dionisio («Oreja de Dionisio»), en la Latomia del Paradiso.
- El anfiteatro romano, de época imperial. Está parcialmente excavado en la roca. En el centro del área hay un espacio rectangular que fue usado para la maquinaria escénica.
- Ara di Ierone (altar de Hierón)
- Arco augusteo (Arco de Augusto)
- En la necrópolis Groticelli se encuentra la llamada Tumba de Arquímedes, decorada con dos columnas dóricas, y tratándose en realidad de una tumba romana.

En la isla de Ortigia se encuentran otros restos de la Antigüedad clásica en Siracusa, como:
- la Fuente Aretusa. Según una leyenda, la náyade Aretusa, que era perseguida por Alfeo, se refugió en ese lugar.
- El Templo de Apolo, adaptado en iglesia en época bizantina y en mezquita bajo gobierno árabe.
- El Templo de Zeus Olímpico, a unos 3 km de la ciudad, construido sobre el siglo VI a. C.

### Iglesias
- La Catedral fue construida por el obispo Zósimo en el siglo VII sobre el gran Templo de Atenea (siglo V a. C.), en la isla Ortigia. Era un edificio dórico con seis columnas en los lados cortos y catorce en los largos: estas fueron incorporadas a los muros en la iglesia actual. La base del edificio griego tenía tres escalones. El interior tenía una nave y dos naves auxiliares. El tejado de la es de época normanda como los mosaicos de los ábsides. La fachada fue reconstruida por Andrea Palma en 1725-1753, con un orden doble de columnas corintias, y estatuas de Ignazio Marabitti.
- Basílica de Santa Lucía extra Moenia, una iglesia bizantina construida, según la tradición, en el mismo lugar que el martiródomo del santo en 303 AD. La apariencia actual es de los siglos XV-XVI. Las partes más antiguas que aún se conservan incluyen el portal, los tres ábsides semicirculares, y los dos primeros órdenes del campanario. Bajo la iglesia se encuentran las Catacumbas de Santa Lucía.
- Iglesia de San Paolo (siglo XVIII).
- Iglesia de San Cristoforo (siglo XIV, reconstruida en el siglo XVIII).
- Iglesia de Santa Lucía alla Badìa, una edificación barroca construida tras el seísmo de 1693.
- Iglesia de Santa Maria dei Miracoli (siglo XIII).
- Iglesia de Spirito Santo (siglo XVIII).
- Iglesia del Colegio Jesuita, un majestuoso edificio barroco.
- Iglesia de San Benito (siglo XVI, restaurada después de 1693). Alberga una pintura de la Muerte de San Benito, del Caravaggista Mario Minniti.
- Chiesa della Concezione (siglo XIV, reconstruida en el siglo XVIII), con un convento benedictino anexo.
- Iglesia de San Francesco all'Immacolata, con un fachada convexa entremezclada con columnas y tiras de pilastras. Albergó una antigua celebración, la Svelata (la "Revelación"), en la cual una imagen de la Virgen era desvelada al amanecer del 29 de noviembre.
- Basílica de San Juan el Evangelista, construida por los normandos y destruida en 1693. Solo parcialmente restaurada fue erigida sobre una cripta antigua del mártir San Marciano, después destruida por los árabes. El altar principal es bizantino. Incluye las Catacumbas de San Giovanni, un laberinto de túneles y corredores, con miles de tumbas y varios frescos.

### Otros edificios y lugares de interés
- El Castello Maniace, construido entre 1232 y 1240, es un ejemplo de arquitectura militar del reinado de Federico II. Es una estructura cuadrada con torres circulares. La característica más sorprendente es el portal apuntado, decorado con mármoles polícromos.
- El importante Museo Arqueológico, con colecciones que abarcan hallazgos del Bronce medio al siglo V a. C.
- Palazzo Lanza Buccheri (siglo XVI).
- Palazzo Mergulese-Montalto (siglo XIV), que conserva la antigua fachada del siglo XIV con un portal apuntado.
- El Palacio Arzobispal (siglo XVII, modificado en el siguiente siglo). Alberga la Biblioteca Alagonia, fundada a finales del siglo XVIII.
- El Palazzo Vermexio, el actual Ayuntamiento, que posee fragmentos de un templo jónico del siglo V a. C.
- Palazzo Francica Nava, con partes del edificio original del siglo XVI.
- Palazzo Beneventano del Bosco, originalmente construido en la Edad Media, pero modificado entre 1779 y 1788. Tiene un agradable patio.
- Palazzo Migliaccio (siglo XV), con notables decoraciones de incrustación de lava.
- El palacio Senatorial, que alberga el tribunal del siglo XVIII.

## Deportes
La ciudad de Siracusa tiene una gran tradición en el deporte, relacionada con el fútbol y también con el balonmano y el waterpolo. En este último cuentan con la presencia de un equipo en la serie A1, la Albatro Siracusa. El Siracusa Fútbol 1924 participó en siete campeonatos consecutivos de la Serie B entre las temporadas 1946/47 y 1952/53, al pasar cerca de la Serie A con un quinto lugar en 1950-51. Hoy el equipo tiene un nuevo nombre U.S. Siracusa y está en la Serie D, que es la liga semiprofesional. En el año 2006, en un partido amistoso, ganó 3-1 en el estadio de Turín contra la Juventus Football Club. [cita requerida]